# 巴基斯坦国家残疾人奥林匹克委员会
巴基斯坦国家残疾人奥林匹克委员会（英語：National Paralympic Committee of Pakistan，IOC编码：PAK），简称巴基斯坦残奥委会，是代表巴基斯坦的国家残疾人奥林匹克委员会。巴基斯坦残奥委会成立于1998年，是国际残疾人奥林匹克委员会、亚洲残疾人奥林匹克委员会的成员。